# Kamia Yousufi
Kamia Yousufi (paschtunisch کاميا يوسفي, persisch کیمیا یوسفی; * 20. Mai 1996 in Maschhad, Iran) ist eine afghanische Leichtathletin.

## Biografie
Yousufi kam in Maschhad, Iran zur Welt, ihre Eltern stammen aus Kandahar, Afghanistan. In ihrer sportlichen Karriere spezialisierte sie sich auf den 100-Meter-Lauf. Für Afghanistan nahm sie 2016 an den Olympischen Sommerspielen in Rio de Janeiro teil. Im ersten Lauf der Vorausscheidung über 100 Meter stellte sie mit 14,02 Sekunden einen neuen afghanischen Landesrekord auf, verfehlte als 22. jedoch die Qualifikation für die 1. Runde. Am 16. Mai 2017 verbesserte sie in Baku den Landesrekord ein weiteres Mal auf 13,94 Sekunden.
Yousufi nahm auch an den Olympischen Sommerspielen in Tokio teil und trug dort zusammen mit dem Judoka Farzad Mansouri bei der Eröffnungsfeier  die afghanische Flagge. In der Vorausscheidung über 100 Meter wurde sie in ihrem Lauf Siebte (von 9 Läuferinnen) und verbesserte erneut den Landesrekord auf 13,29 Sekunden, scheiterte aber an der Qualifikation für die 1. Runde.